# Trismegistia bornensis
Trismegistia bornensis là một loài Rêu trong họ Sematophyllaceae. Loài này được Müll. Hal. miêu tả khoa học đầu tiên năm 1900.